# Les Biards
Les  Biards, también denominado Les Briards, era una comuna francesa situada en el departamento de Mancha, de la región de Normandía, que en 1973 pasó a formar parte de la comuna de Isigny-le-Buat como comuna asociada.

## Demografía
| Gráfica de evolución demográfica de Les Biards entre 1800 y 2013 |
|                                                                  |

Los datos demográficos contemplados en este gráfico de la comuna de Les  Biards se han cogido de 1800 a 1968 de la página francesa EHESS/Cassini. Los demás datos se han cogido de la página del INSEE.